# Ernst Tegethoff
Ernst Julius Tegethoff (* 10. Oktober 1890 in Kassel; † 15. August 1955) war ein deutscher Germanist, Romanist und Märchenforscher.
Tegethoff studierte von 1909 bis 1914 Germanistik, Romanistik und Anglistik an der Ludwig-Maximilians-Universität München. Von 1914 bis 1918 war er Soldat und gehörte dem Königlich Bayerischen 16. Reserve-Infanterie-Regiment an. 1919 setzte er sein Studium in München fort und wurde 1922 promoviert mit einer Arbeit zum Märchentypus von Amor und Psyche und erstellte die vergleichenden Studie „Die Dämonen im deutschen und französischen Märchen“. 1923 veröffentlichte er die zweibändige Anthologie „Französische Volksmärchen“.

## Schriften
- Französische Volksmärchen, 2 Bände, Eugen Diederichs Jena 1923
- Märchen, Schwänke und Fabeln, Bruckmann München 1925
- Studien zum Märchentypus von Amor und Psyche, Forgotten Books, Neuauflage 2018